# Henri Louveau
Henri Louveau (Suresnes, 1910. január 25. – Orléans, 1991. január 7.) francia autóversenyző.

## Pályafutása
1939 és 1950 között három alkalommal vett részt a Le Mans-i 24 órás autóversenyen. Az 1949-es viadalon váltótársával, Juan Jover-el a második helyen ért célba.
Pályafutása alatt két Formula–1-es világbajnoki nagydíjon szerepelt. 1950-ben az olasz, 1951-ben pedig a svájci futamon állt rajthoz.
Számos olyan versenyen is elindult, ami nem számított bele semmilyen bajnokságba. Kettőt meg is nyert, összesen 7 dobogós helylezést szerzett.

## Eredményei

### Le Mans-i 24 órás autóverseny
| Év   | Csapat          | Autó          | Csapattárs      | Helyezés |
| ---- | --------------- | ------------- | --------------- | -------- |
| 1939 | Victor Camerano | Simca Huit    | Victor Camerano | 17.      |
| 1949 | Henri Louveau   | Delage D6S-3L | Juan Jover      | 2.       |
| 1950 | Henri Louveau   | Delage D6-3L  | Jean Estager    | 7.       |

### Teljes Formula–1-es eredménysorozata
(Táblázat értelmezése)

(Félkövér: pole-pozícióból indult; dőlt: leggyorsabb kört futott) 

| Év   | Csapat        | Modell              | Motor             | 1      | 2   | 3   | 4   | 5   | 6   | 7      | 8   | Helyezés | Pont |
| ---- | ------------- | ------------------- | ----------------- | ------ | --- | --- | --- | --- | --- | ------ | --- | -------- | ---- |
| 1950 | Ecurie Rosier | Lago-Talbot T26C-GS | Talbot Straight-6 | GBR    | MON | 500 | SUI | BEL | FRA | ITA Ki |     | -        | 0    |
| 1951 | Ecurie Rosier | Lago-Talbot T26C    | Talbot Straight-6 | SUI Ki | 500 | BEL | FRA | GBR | GER | ITA    | ESP | -        | 0    |